# Centaur (tipografía)

Centaur escrito con el tipo de letra Centaur.

Centaur originalmente fue dibujada por Bruce Rogers en 1914 para el Museo de Arte Metropolitano. Centaur también muestra influencias de tipos cortados por Francesco Griffo en 1495 para un pequeño libro titulado De Aetna escrito por Pietro Bembo. El 1929 la tipografía Bembo se basó principalmente sobre ese espécimen.
Rogers después agregó las minúsculas romanas y las itálicas (cursivas) basadas en Ludovico Arrighi la cual fue dibujada por Frederic Warde y es una tipografía liberada el 1929 por Monotype Corporation Ltd para su uso general.